# Референдум в Швейцарии по алкогольной продукции (1941)
Референдум в Швейцарии по алкогольной продукции проходил 9 марта 1941 года. Избирателей спрашивали - одобряют ли они гражданскую инициативу об изменении правил, касающихся производства алкогольной продукции (расширение прав частного производителя). Предложение было отклонено 59,8% голосов.

## Избирательная система
Референдум был факультативным и требовал для одобрения лишь большинство голосов избирателей.

## Результаты
| Выбор                                | Голосов   | %    |
| ------------------------------------ | --------- | ---- |
| За                                   | 304 867   | 40,2 |
| Против                               | 452 873   | 59,8 |
| Пустых бюллетеней                    | 14 681    | –    |
| Недействительных бюллетеней          | 2 422     | –    |
| Всего                                | 774 843   | 100  |
| Зарегистрированных избирателей/ Явка | 1 261 361 | 61,4 |
| Источник: Nohlen & Stöver            |           |      |